# Sani Čampara
Sani Čampara (Sarajevo, 3 marzo 1999) è un cestista bosniaco.

## Carriera
Con la Bosnia ed Erzegovina ha disputato i Campionati europei del 2022.

## Palmarès
- Campionato croato: 1

Zara: 2022-23